# Azzaba (distrito)
Azzaba é um distrito localizado na província de Skikda, Argélia. Sua capital é a cidade de mesmo nome. A população total do distrito era de 92 339 habitantes, em 1998.[carece de fontes?]

## Comunas
O distrito está dividido em cinco comunas:
- Azzaba
- Aïn Charchar
- Essebt
- El Ghedir
- Djendel Saadi Mohamed